# Axiat
Axiat (okzitanisch: gleichlautend) ist ein Bergdorf und eine kleine südfranzösische Gemeinde mit 39 Einwohnern (Stand 1. Januar 2022) im Département Ariège in der südfranzösischen Region Okzitanien (zuvor Midi-Pyrénées).

## Lage
Der Ort Axiat liegt in einer Höhe von ca. 900 Metern ü. d. M. und somit etwa 400 Meter über dem Tal der Ariège in den französischen Pyrenäen. Die Stadt Foix befindet sich etwa 32 Kilometer (Fahrtstrecke) in nordwestlicher Richtung entfernt; der Kurort Ax-les-Thermes liegt etwa 15 Kilometer südöstlich und bis nach Andorra la Vella sind es etwa 72 Kilometer in südwestlicher Richtung.

## Bevölkerungsentwicklung
| Jahr      | 1962 | 1968 | 1975 | 1982 | 1990 | 1999 | 2006 | 2012 |
| Einwohner | 81   | 52   | 41   | 48   | 42   | 35   | 28   | 35   |

Im 19. Jahrhundert hatte der Ort meist zwischen 200 und 300 Einwohner. Die Mechanisierung der Landwirtschaft führte im 20. Jahrhundert zu einem kontinuierlichen Rückgang der Einwohnerzahlen bis auf die Tiefstwerte der letzten Jahrzehnte.

## Wirtschaft
Die Einwohner von Axiat leben hauptsächlich von der Landwirtschaft (Milch- und Käseproduktion), aber auch die Vermietung von Ferienhäusern (gîtes) spielt eine wichtige Rolle im Wirtschaftsleben der kleinen Gemeinde. In der Umgebung wurde lange Zeit Talkum abgebaut.

## Geschichte
Spuren antiker menschlicher Besiedlung wurden in Axiat bislang nicht gefunden; man geht daher davon aus, dass der Ort in gallorömischer Zeit zunächst nur als Sommerweide für das Vieh genutzt wurde und sich erst ganz allmählich zu einer dauerhaften Siedlung fortentwickelt hat. Aus mittelalterlicher Zeit ist eine romanische Kirche erhalten; Ort und Kirche werden erstmals in einer Bulle des Papstes Gelasius II. vom Beginn des 12. Jahrhunderts erwähnt – aus dieser Zeit könnte möglicherweise noch das Langhaus der Kirche stammen. Man weiß außerdem, dass die Kirche zu einem Priorat Clunys und später der Abtei von Lagrasse gehörte.

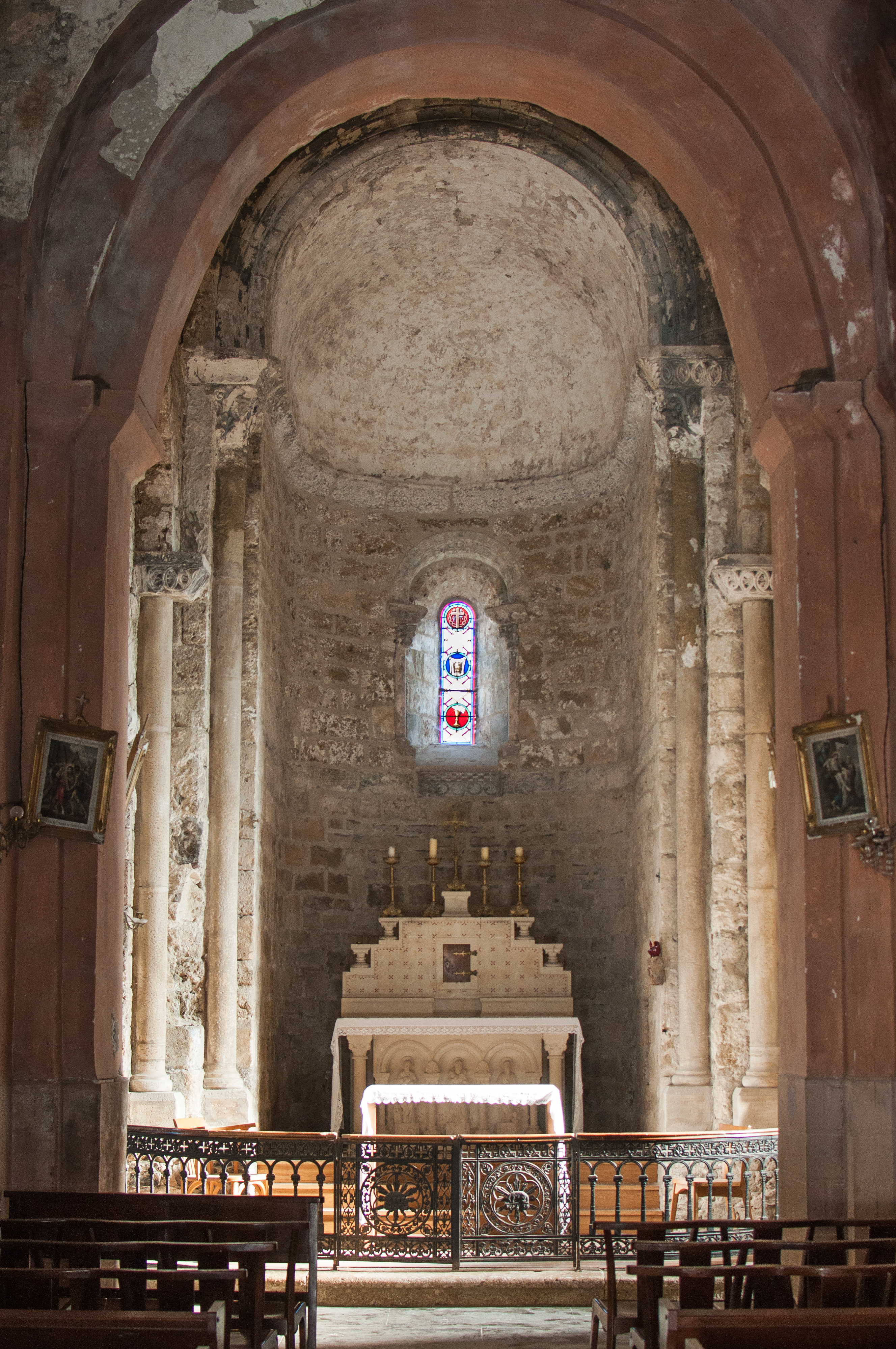
Axiat – Apsis der Kirche Saint-Julien

## Sehenswürdigkeiten
Die einschiffige, aber mit einem Querhaus mit drei Apsiden und einem imposanten Vierungsturm im lombardischen Stil ausgestattete Kirche Saint-Laurent ist ein Kleinod romanischer Architektur auf der Nordseite der Pyrenäen. Die Chorpartie ist aus nahezu exakt behauenen Steinen gemauert, wohingegen die Wände des nahezu fensterlosen Langhauses aus Bruchsteinen errichtet sind. Während die seitlichen Apsiden ungegliedert und schmucklos sind, zeigt die Mittelapsis eine einfache Lisenengliederung mit profilierten Konsolsteinen unterhalb der Dachtraufe.

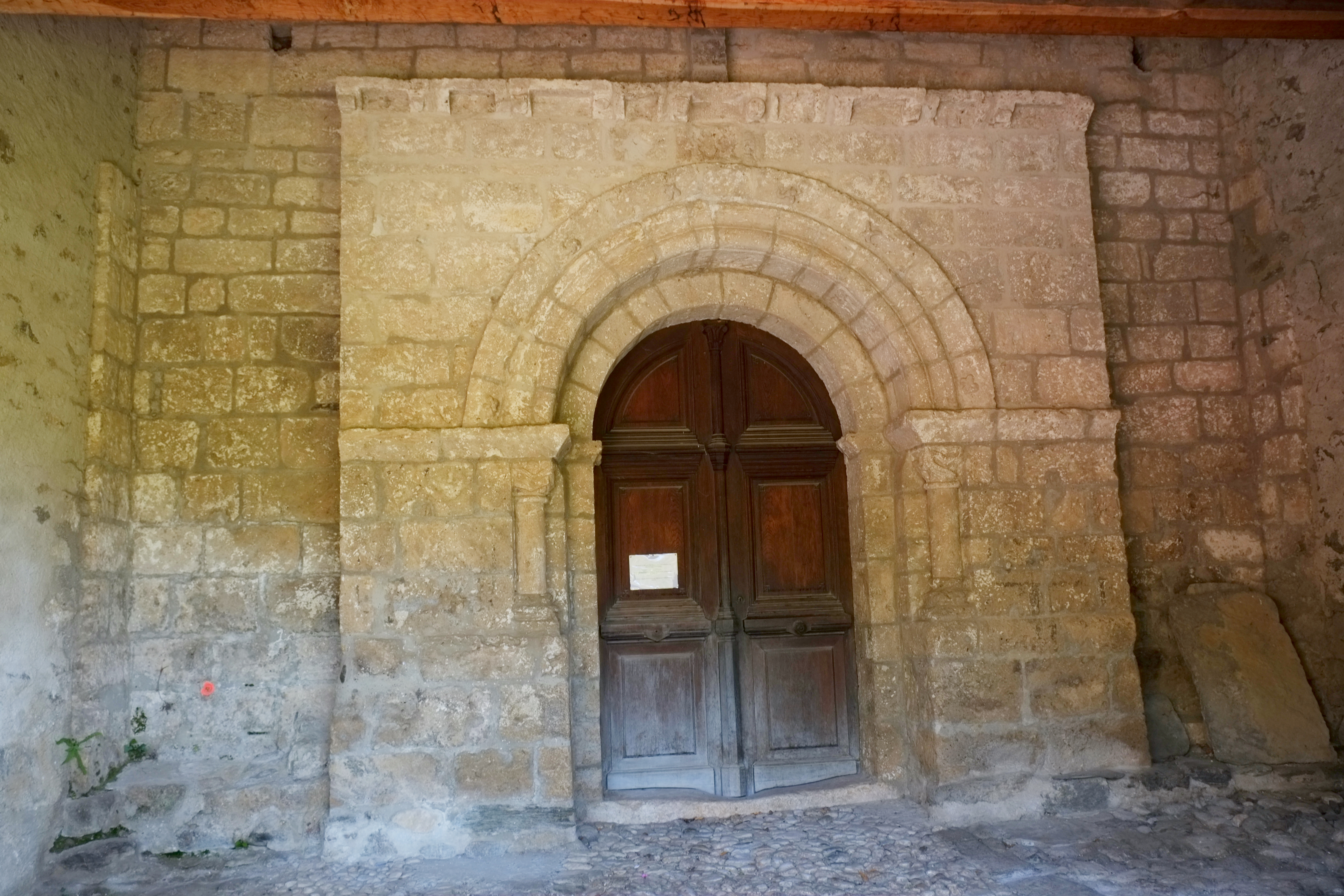
Westportal

Der Vierungsturm beeindruckt durch seine insgesamt acht Schallöffnungen in Form von Dreier- und Viererarkaden. Das Gewände des leicht aus der Mauerflucht hervortretenden Westportals hat zwei eingestellte Säulchen mit Kapitellen; der äußere Archivoltenbogen ist mit Sternmotiven geschmückt – darüber findet sich ein Konsolenfries mit einigen äußerst ‚primitiv‘ wirkenden Köpfen. Das Portal wird von einer erst im 16. Jahrhundert angebauten Vorhalle geschützt. Die Kapitelle der Vierung und des Chors zeigen Flechtbandmuster etc. Das Kirchenbauwerk ist bereits seit dem Jahr 1907 als Monument historique anerkannt.